# It Conquered the World
It Conquered the World (bra Ameaça Espacial) é um filme estadunidense de 1956, dos gêneros horror e ficção científica, dirigido por Roger Corman.
Conta a história de um venusiano que tenta dominar o planeta Terra com a ajuda de um cientista terrestre desiludido.
Esse filme teria inspirado Frank Zappa a compor a canção Cheepnis.

## Enredo
Lee van Cleef, que mais tarde viria a estrelar westerns, interpreta o Dr. Tom Anderson, um cientista amargurado que recebeu uma mensagem de um alienígena venusiano em seu transmissor de rádio. O alienígena quer dominar o mundo através de equipamentos de controle mental para tornar a Terra um lar para si. Porém, para o ingênuo Dr. Anderson ele afirma estar trazendo a paz para a Terra através da eliminação de emoções. Anderson concorda em ajudar a criatura em seu plano, chegando até a recomendar à criatura que assimile seu amigo Dr. Nelson e sua esposa. A primeira ação do alienígena é eliminar todo o suprimento de energia elétrica da Terra (similar ao que foi feito em The Day the Earth Stood Still) incluindo sistemas de ignição de véiculos motorizados, fazendo com que Dr. Nelson só possa contar com sua bicicleta para locomoção.
Depois de matar uma criatura parecida com um morcego que carregava o dispositivo de controle mental, Dr. Nelson finalmente convence o paranóico Anderson que está enganado sobre as motivações do alienígena e que ele cometeu um terrível erro ao seu aliar a uma criatura com propósitos de dominação mundial. Assim que descobrem que a esposa de Tom partiu para a caverna do alienígena com um rifle com a intenção de matar a criatura, os dois vão atrás dela. O monstro consegue matar a esposa de Anderson antes que os dois cientistas cheguem. Finalmente contemplando sua perda, Dr. Anderson mata o monstro mas acaba com ferimentos fatais ao final da luta. O filme se encerra com o Dr. Nelson falando filosoficamente sobre o cruel destino do amigo, em um longo e lento solilóquio o qual foi repetido quatro vezes na seqüência de encerramento do episódio de Mystery Science Theater 3000 em que o filme foi apresentado:
"Ele aprendeu, quase tarde demais, que o homem é uma criatura com emoções e, como tal, é a mais grandiosa do universo. Ele aprendeu, tarde demais para si próprio, que os homens devem encontrar seus próprios caminhos e cometerem seus próprios erros. Não é possível haver nenhuma benção de perfeição vinda de outra fonte senão de nosso interior. E quando os homens buscam tal perfeição, tudo o que eles encontram é morte, fogo, perda, desilusão... o fim de tudo o que vier pela frente. Os homens sempre buscaram um fim para o sofrimento e a tragédia mas isso não pode ser ganho; precisa ser conquistado. Existe esperança mas ela precisa vir de dentro - do próprio homem."

## Elenco
- Peter Graves .............. Dr. Paul Nelson
- Lee Van Cleef .............. Dr. Tom Anderson
- Beverly Garland .............. Claire Anderson
- Sally Fraser ............. Joan Nelson
- Russ Bender .............. General James Pattick
- Taggart Casey .............. Xerife N.J. Shallert
- Karen Kadler .............. Dra. Ellen Peters
- Jonathan Haze .............. Private Manuel Ortiz
- Paul Harbor .............. Dr. Floyd Mason
- Charles B. Griffith .............. Dr. Pete Shelton
- Tomas E. Jackson .............. George Haskell